# Osvaldo Carvajal
Osvaldo Carvajal Rodríguez (15 de noviembre de 1914-11 de julio de 1991) fue un futbolista chileno que se desempeñaba como delantero. Fue seleccionado chileno en el Campeonato Sudamericano 1941.

## Trayectoria
Comenzó a jugar fútbol en su barrio, el barrio Yungay, donde formó los clubes Peñarol Infantil e Iriondo. Después pasó al Roca Mapocho, de la Liga Yungay. En 1932 formó en el Deportivo Ñuñoa, y al año siguiente en Morning Star.

## Selección nacional
Fue internacional con la selección chilena en el Campeonato Sudamericano 1941, casi al final de su carrera. Disputó en total cuatro encuentros con el conjunto nacional.

### Participaciones en Campeonatos Sudamericanos
| Sudamericano                 | Sede  | Resultado    | PJ | G |
| ---------------------------- | ----- | ------------ | -- | - |
| Campeonato Sudamericano 1941 | Chile | Tercer lugar | 4  | 0 |

## Clubes
| Club              | País  | Año       |
| ----------------- | ----- | --------- |
| Deportivo Ñuñoa   | Chile | 1932      |
| Morning Star      | Chile | 1933-1934 |
| Santiago Morning  | Chile | 1936-1937 |
| Santiago National | Chile | 1939      |
| Green Cross       | Chile | 1940-1941 |